# إبراهيم الجمني
إبراهيم الجمني (1628 - 24 ديسمبر 1721) هو أستاذ وعالم مسلم تونسي.

## حياته ونشأته
إبراهيم بن عبد الله بن إبراهيم بن أبي بكر بن عمر وينتهي نسبه إلى المقداد بن الأسود الكندي؛ أما لقب الجمني فنسبة إلى بلدة جمنة من ولاية قبلي وفيها ولد سنة 1037هـ/1628م
ارتحل لطلب العلم إلى كل من المغرب الأقصى وبلاد زواوة بالجزائر. ثم عاد إلى الجنوب التونسي ليستقر فترة بزاوية الحمارنة حيث درّس الحديث النبوي. وفي سنة 1072هـ/1662م، توجه إلى مصر ودرس بالجامع الأزهر. وعاد عن طريق البحر سنة 1075هـ/1665م لكن السفينة التي كانت تقله غرقت ففقد الكتب التي كان جلبها معه، وهو ما جعله يعود ثانية إلى مصر بعد إقامة قصيرة بمسقط رأسه.

## مسيرته
حاول بعد عودته الاستقرار بجمنة غير أنه لم يجد بها طلبة، فقصد جزيرة جربة وفيها ذاع صيته حتى سمع به حاكم تونس مراد باي الثاني، فأمر له ببناء مدرسة سميت "المدرسة المرادية"، وذلك سنة 1085هـ/1674م، كما أن إبراهيم الشريف (الذي حكم في الفترة 1702-1705م) «عظمه وأكرمه واستمد منه صالح الدعاء». ثم اهتم به كذلك مؤسس الدولة الحسينية حسين بن علي الذي له «محبة واعتقاد في هذا السيد» كما يذكر أحمد بن أبي الضياف. وقد حبّس على مدرسته عدة عقارات وكان يمد طلبتها سنويا بالطعام. توفي ودفن في 5 ربيع الثاني 1134هـ / 24 ديسمبر 1721م بمدرسته بحومة السوق بجربة وأصبح قبره يزار للتبرك.